# Бехово (Великопольське воєводство)
Бехово (пол. Biechowo, нім. Lorenzdorf) — село в Польщі, у гміні Мілослав Вжесінського повіту Великопольського воєводства.
Населення — 350 осіб (2011).
У 1975-1998 роках село належало до Познанського воєводства.

## Демографія
Демографічна структура станом на 31 березня 2011 року:
|          | Загалом | Допрацездатний вік | Працездатний вік | Постпрацездатний вік |
| -------- | ------- | ------------------ | ---------------- | -------------------- |
| Чоловіки | 181     | 44                 | 128              | 9                    |
| Жінки    | 169     | 37                 | 108              | 24                   |
| Разом    | 350     | 81                 | 236              | 33                   |